# Япония на зимних Олимпийских играх 1976
Япония принимала участие в зимних Олимпийских играх 1976 года в Инсбруке (Австрия) в десятый раз за свою историю, но не завоевала ни одной медали.

## Состав сборной
Японская сборная состояла из 58 спортсменов: 8 женщин и 50 мужчин, которые соревновались в 10 видах спорта. Младшей участницей сборной была 16-летняя фигуристка Эми Ватанабэ, старшим — 38-летний бобслеист Сусуму Эсасика. Знаменосцем был конькобежец Масаки Судзуки.

## Результаты
Лучшим результатом сборной Японии стало место конькобежки Макико Нагая (長屋 真紀子) на дистанции 500 метров. Неплохо выступил фигурист Минору Сано, заняв 9 место в соревнованиях мужчин-одиночников.

### Биатлон
14 место в эстафете 4х7,5 км (мужчины).

### Конькобежный спорт

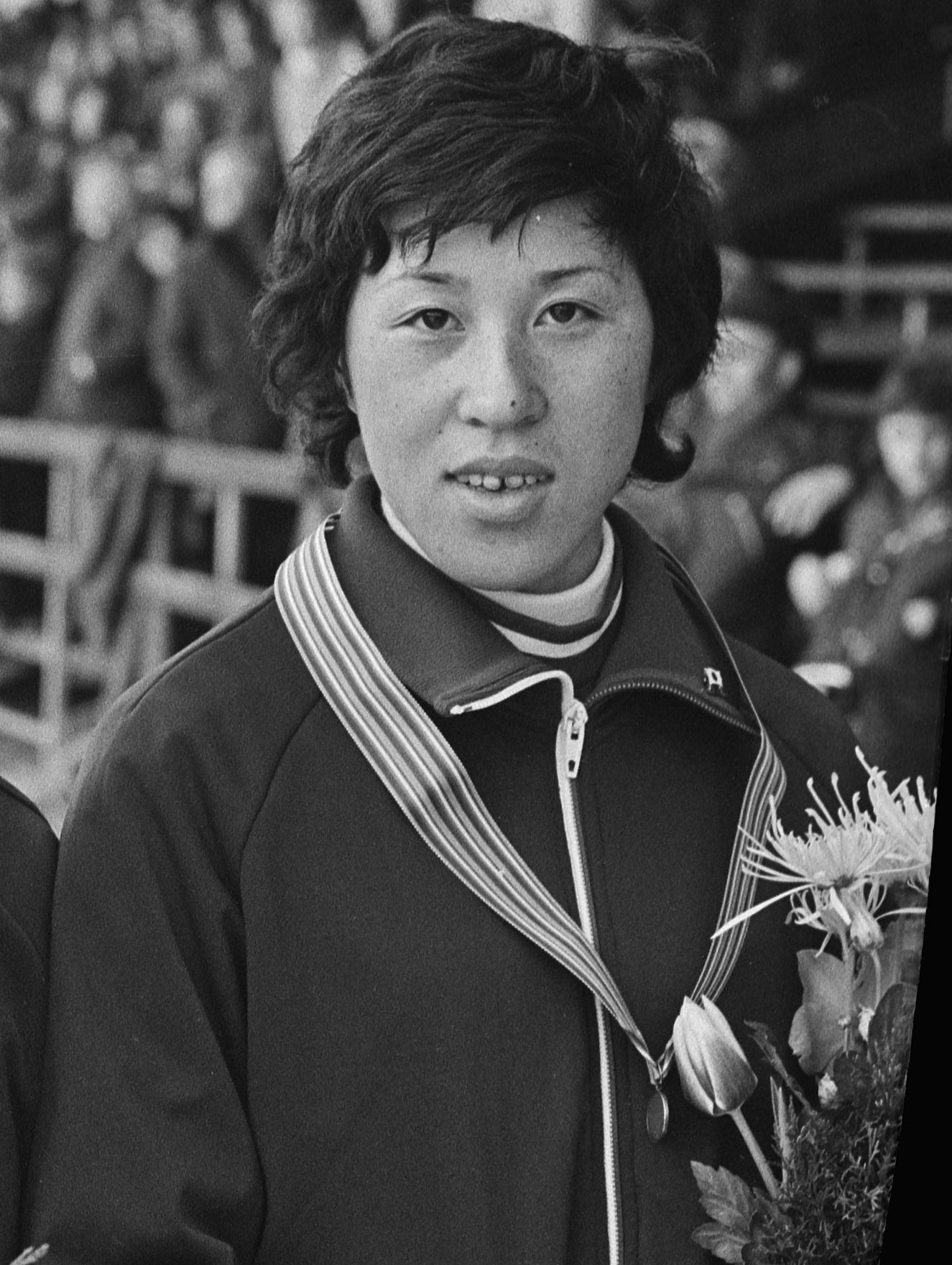
Конькобежка Нагая, Макико показала лучший результат в японской сборной на этой Олимпиаде

Женщины
| Дистанция | Спортсменка                  | Результат | Результат |
| Дистанция | Спортсменка                  | Время     | Место     |
| --------- | ---------------------------- | --------- | --------- |
| 500 м     | Кейко Хасэгава (長谷川 恵子) | 45,09     | 17        |
| 500 м     | Макико Нагая (長屋 真紀子)   | 43,88     | 7         |
| 1000 м    | Кейко Хасэгава               | 1:35,42   | 24        |
| 1000 м    | Юко Ота (鈴木正樹)           | 1:33,99   | 20        |
| 1000 м    | Макико Нагая                 | 1:31,23   | 9         |
| 1500 м    | Юко Ота                      | 2:25,74   | 24        |
| 1500 м    | Тиэко Ито (伊東 千恵子)      | 2:25,27   | 22        |
| 3000 м    | Тиэко Ито                    | 5:02,57   | 21        |
| 3000 м    | Юко Ота                      | 4:58,92   | 19        |

Мужчины
| Дистанция | Спортсмен                    | Результат | Результат |
| Дистанция | Спортсмен                    | Время     | Место     |
| --------- | ---------------------------- | --------- | --------- |
| 500 м     | Микио Ояма (大山 三喜雄)     | 40,90     | 18        |
| 500 м     | Норио Хиратэ (平手 則男)     | 40,85     | ~16       |
| 500 м     | Масаки Судзуки (鈴木 正樹)   | 40,22     | ~11       |
| 1000 м    | Норио Хиратэ                 | 1:29,42   | 30        |
| 1000 м    | Микио Ояма                   | 1:25,91   | 24        |
| 1000 м    | Масаки Судзуки               | 1:23,40   | 19        |
| 1500 м    | Масахико Ямамото (山本 雅彦) | 2:06,67   | 21        |
| 5000 м    | Масаюки Кавахара             | 8:10,08   | 24        |
| 5000 м    | Масахико Ямамото             | 8:06,97   | 22        |
| 10000 м   | Масахико Ямамото             | 16:20,83  | 16        |

### Фигурное катание
Соревнования прошли с 4 по 13 февраля в Олимпийском зале Инсбрука. Выступления фигуристов оценивались по старой шестибалльной системе, в которой каждый судья расставляет фигуристов по местам (чем меньше сумма мест, тем выше спортсмен окажется в итоговом протоколе).
Женщины — одиночное катание
| Спортсменка  | Обязательные фигуры | Короткая программа | Произвольная программа | Баллы  | Сумма мест | Место |
| ------------ | ------------------- | ------------------ | ---------------------- | ------ | ---------- | ----- |
| Эми Ватанабэ | 11                  | 12                 | 15                     | 171,72 | 118,5      | 13    |

Мужчины — одиночное катание
| Спортсмен       | Обязательные фигуры | Короткая программа | Произвольная программа | Баллы  | Сумма мест | Место |
| --------------- | ------------------- | ------------------ | ---------------------- | ------ | ---------- | ----- |
| Мицуру Мацумура | 16                  | 12                 | 11                     | 172,48 | 99         | 11    |
| Минору Сано     | 9                   | 7                  | 10                     | 178,72 | 79         | 9     |

### Хоккей
Хоккейный турнир проходил среди мужских команд со 2 по 14 февраля в Олимпийском зале Инсбрука.
Японская сборная заняла 9 место из 12, выиграв только у Болгарии.
Предварительный этап
| 3 февраля 1976 | Финляндия | - | Япония | 11:2 | (0:1, 4:0, 7:1) |

Турнир за 7—12 места
| 5 февраля 1976  | Румыния   | - | Япония   | 3:1 | (1:0, 1:1, 1:0) |
| 7 февраля 1976  | Австрия   | - | Япония   | 3:2 | (1:1, 2:0, 0:1) |
| 9 февраля 1976  | Швейцария | - | Япония   | 4:6 | (2:1, 1:4, 1:1) |
| 11 февраля 1976 | Югославия | - | Япония   | 3:4 | (0:2, 0:1, 3:1) |
| 13 февраля 1976 | Япония    | - | Болгария | 7:5 | (4:3, 2:1, 1:1) |

| Команда | И | В | Н | П | Шайбы | Разн. | Очки |
| ------- | - | - | - | - | ----- | ----- | ---- |
| Япония  | 5 | 3 | 0 | 2 | 20:18 | +2    | 6    |